# Lista chorążych reprezentacji Palestyny na igrzyskach olimpijskich
Lista chorążych reprezentacji Palestyny na igrzyskach olimpijskich – lista zawodników i zawodniczek reprezentacji Palestyny, którzy podczas ceremonii otwarcia nowożytnych igrzysk olimpijskich nieśli flagę Palestyny.

## Chronologiczna lista chorążych
| Lp. | Rok i miejsce        | Chorąży            | Dyscyplina           |
| --- | -------------------- | ------------------ | -------------------- |
| 1.  | 1996, Atlanta        | Majed Abu Maraheel | Lekkoatletyka        |
| 2.  | 2000, Sydney         | Ramy Al-Deeb       | Lekkoatletyka        |
| 3.  | 2004, Ateny          | Sanna Abubkheet    | Lekkoatletyka        |
| 4.  | 2008, Pekin          | Nader Al-Massri    | Lekkoatletyka        |
| 5.  | 2012, Londyn         | Maher Abu Remeleh  | Judo                 |
| 6.  | 2016, Rio de Janeiro | Mayada Al-Sayad    | Lekkoatletyka        |
| 7.  | 2020, Tokio          | Dania Nour         | Pływanie             |
| 7.  | 2020, Tokio          | Mohammed Hamada    | Podnoszenie ciężarów |